# 利為旅酒店
里维埃拉酒店（Riviera Hotel & Casino）是位於美國內華達州拉斯維加斯賭城大道上的一間賭場酒店。酒店擁有2,100間客房，而客房大多位於23層高的酒店大樓內。賭場面積達110,000平方尺，由利為旅控股集團持有及營運。集團於2006年4月6日宣佈將會被利夫控股所收購。

## 歷史
酒店於1955年4月20日開幕，是拉斯維加斯第一座高層酒店建築，亦是拉斯維加斯其中一間最古老及著名的賭場酒店。酒店是由來自佛羅里達州邁亞密的投資者出資興建的，而多年來酒店亦曾多次易手

## 在此拍攝的電影
- 王牌大賤諜（Austin Powers: International Man of Mystery）
- 賭城風雲（Casino）
- 瞞天過海（Ocean's Eleven）

## 同名酒店
- Riviera Hotel Taipei 台北歐華酒店
- Riviera Tokyo 是位於日本東京的一個婚宴場地。

## 外部連結
- 官方網址（页面存档备份，存于）

1. ↑  8AA